# بانک قرض‌الحسنه مهر ایران
بانک قرض‌الحسنه مهر ایران یک شرکت خدمات مالی و بانکداری دولتی ایرانی است، که در زمینهٔ ارائه خدمات بانکداری خرد، مدیریت سرمایه‌گذاری و تسهیلات قرض‌الحسنه فعالیت می‌کند. این بانک در تاریخ ۲۲ آذر ۱۳۸۶ با سرمایهٔ اولیه ۱۵ هزار میلیارد ریال و با مشارکت بانک‌های دولتی توسط محمود احمدی‌نژاد رئیس‌جمهور وقت جمهوری اسلامی ایران افتتاح شد و با گسترش و توزیع شعب خود در سراسر ایران فعالیت خود را ادامه داد.

## تاریخچه
بانک قرض الحسنه مهر ایران با صدور مجوز رسمی بانک مرکزی در تاریخ ۶ شهریور ۱۳۸۷ و بر اساس برنامه‌های تدوین شده، ضمن انجام امور مربوطه به اعطای تسهیلات قرض‌الحسنه در ارتباط با فعالیتهای حساب قرض الحسنه جاری و بانکداری الکترونیکی اقدام می‌کند.
بانک قرض الحسنه مهر ایران در بدو امر با ۲ هزار واحد بانکی متشکل از ۳۰۰ شعبه واگذاری از بانکهای سهامدار و ۱ هزار و ۷۰۰ واحد بانکی (باجه) مستقر در شعب بانکهای سهامدار شروع به کار کرد که پس از تشکیل ساختار و سازمان این بانک به دلیل توسعه کیفیت شعب بانکی کلیه شعب آن بانک به صورت مستقل شروع به کار کرد که هم‌اکنون با بیش از ۵۰۰ شعبه فعال به صورت آنلاین در حال فعالیت هستند. این بانک در ابتدا با ۳۰۰ شعبه شروع به کار کرد. بانک قرض‌الحسنهٔ مهر هم‌اکنون دارای شبکه‌ای متشکل از بیش ۵۰۰ شعبه در سراسر ایران است. شعبه مرکزی این بانک در خیابان تخت جمشید (طالقانی) تهران قرار دارد. در تاریخ ۸ اکتبر ۲۰۲۰ وزارت خزانه‌داری ایالات متحده آمریکا این بانک را در فهرست سیاه خود قرار داده و تحریم کرد.

### مدیرانِ پیشین
| نام و نام خانوادگی | تاریخ شروع خدمت | تاریخ پایان خدمت |
| ------------------ | --------------- | ---------------- |
| غلامرضا فتحعلی     | آذر ۱۴۰۳        |                  |
| سید سعید شمسی نژاد | آذر ۱۴۰۰        | آذر ۱۴۰۳         |
| مرتضی اکبری        | شهریور ۱۳۹۵     | آذر ۱۴۰۰         |
| سیامک دولتی        | اسفند ۱۳۹۳      | مرداد ۱۳۹۵       |
| اسماعیل لله گانی   | مهر ۱۳۹۳        | اسفند ۱۳۹۳       |
| غلامرضا مصطفی پور  | مهر ۱۳۸۶        | مهر ۱۳۹۳         |

## موفقیت‌ها
در آذر سال ۱۴۰۳  بعد از بانک‌های ملی ،ملت ،سپه ،صادرات، تجارت ،پاسارگاد هفتمین بانک با منابع بالا را با ۴۰۰ همت کسب کرد این در حالیست که فقط این بانک در زمینه بانکداری اشخاص حقیقی فعالیت می‌کند
طبق اعلام بانک مرکزی ۲۶ درصد از تعداد تسهیلات کل کشور در سال ۱۴۰۳ را بانک مهر ایران پرداخت کرده است
=== انتخاب به عنوان سومین بانک برتر جهان اسلام در سال ۲۰۱۸ ===.  
بر اساس رتبه‌بندی برترین موسسات مالی اسلامی در جهان که توسط نشریه بین‌المللی بنکر در سال ۲۰۱۸ منتشر شد، بانک قرض الحسنه مهر ایران در صدر موسسات مالی اسلامی در جهان قرار گرفت.
نشریه بین‌المللی بنکر رشد دارایی‌های موسسات کاملاً اسلامی و موسسات با باجه‌های اسلامی را مورد بررسی قرار داده است که بر اساس آن این بانک به عنوان بانک کاملاً اسلامی با ۶۱٫۱ درصد رشد و ۳ هزار و ۸۷۸ میلیون دلار دارایی منطبق بر شریعت، در رتبه اول بانکهای ایران و رتبه برتر موسسات کاملاً اسلامی دنیا قرار گرفت.

## تاریخچه
بانک قرض‌الحسنهٔ مهر ایران با سرمایهٔ اولیهٔ ۱۵٬۰۰۰ میلیارد ریال با مشارکت ۱۰ بانک بزرگ ایران توسط رئیس‌جمهور وقت جمهوری اسلامی ایران در تاریخ ۲۲ آذر ۱۳۸۶ افتتاح و در تاریخ ۶ شهریور ۱۳۸۷ از بانک مرکزی ایران مجوز رسمی فعالیت گرفت. این بانک ابتدا با ۳۰۰ شعبهٔ مستقل (واگذار شده از طرف بانک‌های سهامدار) و ۱٬۷۰۰ باجه در شعب منتخب بانک ملی و بانک صادرات آغاز به کار نمود و پس از آن شعب بانک به صورت مستقل ادامهٔ کار دادند و واحدهای مستقر در بانک‌های سهامدار برچیده شدند. بانک قرض‌الحسنهٔ مهر هم‌اکنون بالغ بر ۳٬۰۰۰ پرسنل در سراسر ایران دارد.

### تحریم
در تاریخ ۸ اکتبر ۲۰۲۰ وزارت خزانه‌داری ایالات متحده آمریکا ۱۸ بانک در ایران از جمله بانک قرض‌الحسنهٔ مهر ایران را در فهرست سیاه خود قرار داده و تحریم کرد.

## مجوز فعالیت بانک
در ۲۰ دی ۱۳۹۷ بانک مرکزی جمهوری اسلامی ایران، با توجه به شاخص‌های مطلوب و شایستهٔ بانک قرض‌الحسنهٔ مهر ایران در حوزه‌های مختلف بانکداری از جمله کفایت سرمایهٔ مطلوب، رشد مثبت منابع قرض‌الحسنه، پایین بودن میزان مطالبات بانکی، پیشگامی در عرصه‌های بانک‌داری الکترونیک، شفافیت عملکرد مالی و … با اعطای مجوز رسمی، فعالیت این بانک را دائمی کرد.

## فعالیت‌ها
فعالیت تخصصی بانک جذب منابع قرض‌الحسنه و پرداخت تسهیلات قرض‌الحسنه با کارمزد چهار درصد است. افرادی که در این بانک دارای حساب قرض‌الحسنهٔ پس‌انداز یا جاری هستند می‌توانند بر اساس ضوابط از تسهیلات بانک استفاده نمایند. سایر خدمات بانکی نظیر صدور انواع ضمانت‌نامه‌های بانکی، صدور کارت اعتباری و ایجاد درگاه پرداخت اینترنتی نیز در این بانک صورت می‌گیرد. برطبق مصوبهٔ جدید بانک مرکزی حق صدور ضمانت‌نامه ندارد.

## بانکداری الکترونیکی
- سامانهٔ افتتاح حساب آنلاین و تحویل کارت درب منزل
- سامانهٔ تسهیلات آنلاین
- همراه بانک
- اینترنت بانک
- سامانهٔ تسویهٔ ناخالص آنی (ساتنا)
- سامانهٔ اتاق پایاپای الکترونیکی (پایا)
- سیستم وصول چک‌های بانک‌های دیگر (چکاوک)
- تلفن بانک
- کارت اعتباری
- دستگاه خودپرداز
- درگاه پرداخت اینترنتی
- کارت هدیه
- سامانه درخواست آنلاین وام

## تخلفات
تمامی طرح های این بانک دارای مجوز از بانک مرکزی است و هیچ گونه تخلفی محرز نشده است.

## مسئولیت اجتماعی
بانک قرض‌الحسنه مهر ایران یکی از بانک‌های ایرانی است که وجه التزام (جریمه دیرکرد) تسهیلات را در سرفصل درآمدها شناسایی نمی‌کند و این مبالغ را در حوزه مسئولیت‌های اجتماعی هزینه می‌کند. این بانک در طرح شهید سلیمانی وزارت بهداشت مشارکت داشته و ۲۵ هزار قلم کالای بهداشتی به ارزش ۳۰۰ میلیارد ریال برای مقابله با کرونا تأمین کرده است. هزینه این اقدام از محل وجه التزام دریافتی تأمین شده است. سایر اقدامات این بانک در حوزه مسئولیت اجتماعی شامل کمک به تکمیل فضاهای آموزشی نیمه‌تمام در مناطق محروم (از جمله سیستان و بلوچستان) به ارزش ۳۴۰ میلیارد ریال، کمک به سازمان بهزیستی برای تأمین هزینه دارو به مبلغ ۲۰۰ میلیارد ریال، ساخت دو مدرسه در مناطق محروم به ارزش ۲۰ میلیارد ریال، تهیه بسته‌های معیشتی برای نیازمندان به ارزش ۴۰ میلیارد ریال، و آزادسازی زندانیان جرائم غیرعمد بوده است. همچنین، این بانک در بازسازی روستاها، تجهیز کتابخانه‌های مناطق محروم، و ارائه کمک‌های غیرنقدی به معلولان، مؤسسات خیریه و شیرخوارگاه‌ها مشارکت داشته است.

## نگارخانه

شعبه میدان ملت بانک قرض الحسنه مهر ایران
ساختمان مرکزی بانک قرض الحسنه مهر ایران